# Glória de Sant'Anna
Glória de Sant'Anna, née le 26 mai 1925 à Lisbonne et morte le 2 juin 2009 à Válega, est une femme de lettres portugaise, principalement connue pour son œuvre poétique, qui vécut au Mozambique portugais pendant une vingtaine d'années. À ce titre elle est également considérée comme une figure marquante de la littérature mozambicaine.

## Biographie
Glória de Sant'Anna effectue sa scolarité à l'Instituto de Odivelas (pt), une école publique de jeunes filles gérée par l'Armée, située aux environs de Lisbonne.
En 1949 elle épouse l'architecte et homme d'affaires portugais Afonso Henriques Manta Andrade Paes (pt) (1924-1987). Deux ans plus tard le couple s'installe dans la colonie du Mozambique, d'abord à Nampula. En 1953, avec sa famille, elle déménage à Porto Amélia (auj. Pemba) où elle demeure jusqu'à son retour au Portugal en décembre 1974, à la veille de l'indépendance (1975). Elle passe les dernières années de sa vie à Ovar, dans le district d'Aveiro, puis à Vila Pety (auj. Chimoio).
Elle collabore également à différents périodiques tels que Diário Popular, Guardian (Lourenço Marques, auj. Maputo), Itinerário (L. M.) Diário de Moçambique (Beira), Noticias (L.M.), Tribuna (L.M.), Sul (Brésil) et Caliban (L.M.).
Personnalité respectée dans le paysage littéraire mozambicain, elle est remarquée pour son écriture dense, à la fois claire et secrète, toute de pudeur et d'angoisse maîtrisée.

## Sélection de publications
Glória de Sant'Anna publie essentiellement de la poésie, mais également quelques textes en prose, notamment des contes.
- Distância, 1951
- Música Ausente, 1954
- Poemas do Tempo Agreste, 1964
- Um denso azul silêncio: poesia, 1965
- Do tempo inútil, 1975
- Não Eram Aves Marinhas, 1988
- Amaranto : poesia 1951-1983, 1988 , compte-rendu critique d'Eduardo Pitta, dans Revista Colóquio/Letras (pt), no 108, mars 1989, p. 99-100
- Zum-Zum, 1996
- Solamplo, 2000
- O pelicano velho, 2003
- Ao Ritmo da Memória, 2003

## Distinctions
En 1961 elle reçoit le prix Camilo Pessanha pour Livro de Água.